# Вулиця Рільнича
Вулиця Рільнича — вулиця у Шевченківському районі міста Львова, в місцевості Голоско. Сполучає вулиці Варшавську та Малоголосківську.

## Історія та забудова
Вулиця виникла на початку XX століття у складі передміського селища Голоско Мале. Після входження селища до меж міста 11 квітня 1930 року, вулиці колишнього села були перейменовані або ж новоутвореним вулицям надавалися певні назви. Так, у 1936 році отримала назву Рольніча, під час німецької окупації, з 1943 року по липень 1944 року — Роляґассе. У липні 1944 року повернуто довоєнну назву, яка з часом трансформувалася у вулицю Рільничу.
Забудована приватними садибами 1930-х років, двоповерховими будинками 1950-х років у стилі конструктивізм, сучасними садибами. Під № 4 — вілла, зведена на початку XX століття у «швейцарському стилі».